# 克林頓鎮區 (愛荷華州索克縣)
克林頓鎮區（英語：Clinton Township）是位於美國愛荷華州索克縣的一個行政鎮區。

## 地方資料
根據2010年美國人口普查的數據，克林頓鎮區的面積為94.18平方千米，當中陸地面積為93.92平方千米，而水域面積為0.26平方千米。當地共有人口175人，而人口密度為每平方千米1.86人。